# Budynek PZU w Bydgoszczy
Budynek PZU – XVIII-wieczny zabytkowy budynek poprzemysłowy w Bydgoszczy.

## Położenie
Budynek stoi przy ul. Grodzkiej 25, bezpośrednio nad rzeką Brdą.
Od zachodu sąsiaduje z Placem Solnym w Bydgoszczy.

## Historia

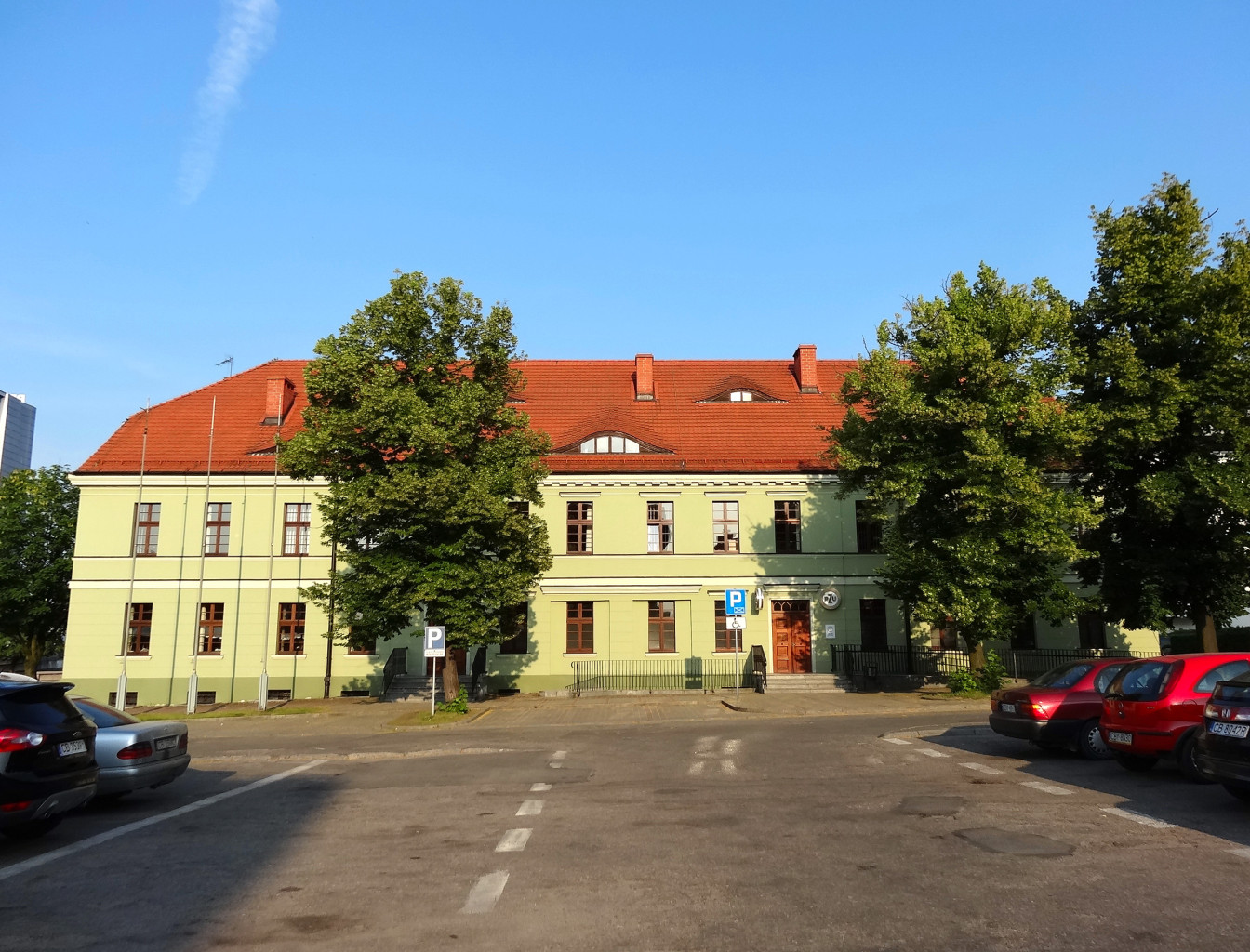
Od strony Placu Solnego

Budynek wzniesiono w końcu XVIII wieku dla potrzeb przeniesionej spod Berlina w 1774 r. do Bydgoszczy rafinerii cukru trzcinowego. Zbudowano go w miejscu dawnej fosy i wałów zamku bydgoskiego.
Był to największy budynek należący do tego przedsiębiorstwa, użytkowany m.in. do celów administracyjnych, mieszkalnych i magazynowych.
Materiał budowlany konieczny dla wzniesienia obiektu pochodził z ruin pobliskiego zamku.
Argumentem potwierdzającym XVIII-wieczną genezę budynku jest zachowany materiał kartograficzny, m.in. plan Bydgoszczy Steermanna z 1789 r. oraz plan Lindnera z 1800 r.
Rafineria cukru trzcinowego była największym przedsiębiorstwem w Bydgoszczy na przełomie XVIII i XIX wieku. Surowiec (zachodnioindyjską trzcinę cukrową) dostarczano drogą wodną z Gdańska, wobec czego położenie obiektów rafinerii nad rzeką było nad wyraz dogodne.
Właścicielami przedsiębiorstwa, a także kaszarni, młyna i tartaku byli bracia Schickler z Berlina. Później rafineria stała się własnością jednej z najstarszych firm bankierskich z Berlina: Splittgerber und Daum. Oprócz rafinowania cukru firma produkowała również odzież dla Murzynów amerykańskich. Prawdopodobnie z Bydgoszczy eksportowano wówczas do Ameryki ubrania lniane
Wzrost produkcji cukru nastąpił po 1807 r., kiedy rafinerii bydgoskiej przyznano specjalne ulgi Fryderyka Augusta III. Produkcja cukru wynosiła wówczas 250 ton rocznie, przy zatrudnieniu ok. 20 osób.
Kres działalności zakładu nastąpił w 1818 r. z powodu utraty rynku zbytu, jakim były ziemie Królestwa Kongresowego. Odtąd zaprzestano warzenia cukru i ograniczono się do składowania i sprzedaży produktu sprowadzanego z rafinerii berlińskiej. W 1823 r. działalność ograniczono, a w 1834 r. całkowicie zaprzestano. Budynki rafinerii zostały sprzedane.
Budynek administracyjny rafinerii cukru już od 1818 r. pełnił funkcje mieszkalne. W 1855 r. należał do radcy Knopfe, który wynajmował w nim mieszkania dla lokatorów. Do budynku wiodły wówczas cztery wejścia o różnych podziałach adresowych. W 1895 r. budynek przeszedł na własność gminy Bydgoszcz. Odtąd w zaadaptowanych wnętrzach urządzono pomieszczenia szkolne (szkoła rolnicza, okresowa szkoła dokształceniowa), lombard miejski oraz biura (urząd katastralny, od 1901 r. biuro dla ubogich i biuro przemysłowe, od 1910 r. miejski urząd miar).
Po odzyskaniu niepodległości w 1920 r. budynek nadal należał do magistratu miasta Bydgoszczy, który lokował w nim liczne urzędy:
- Urząd Pośrednictwa Pracy,
- Kuchnię Ludową,
- Sekretariaty: Sądu Procederowego, Sądu Kupieckiego i Komisji Rozdzielczej.
- Urząd Opieki nad Wychodźcami,
- Zarząd Funduszu Bezrobotnych,
- Miejski Urząd Policyjny,
- Urząd Bezpieczeństwa i Porządku Publicznego.

W latach 1936–1939 w budynku znalazł również siedzibę Miejski Wydział Ewidencji Ludności i Statystyczny oraz Sekretariat Ligi Obrony Powietrznej Państwa.
Podczas okupacji niemieckiej w gmachu urządzono urząd pracy. Po II wojnie światowej przeznaczono go natomiast na potrzeby Biura Ewidencji Ludności. Kolejnym właścicielem jest od 1977 r. Państwowy Zakład Ubezpieczeń. W 1981 r. dokonano adaptacji oficyny, w wyniku czego dotychczasowy, wielokrotnie załamany rzut budynku wyprostowano do regularnego kształtu litery „L”.
Na mocy umowy z 12 stycznia 1993 r. cała nieruchomość wraz z oficyną przeszła na własność PZU Życie S.A.
W 1995 r. budynek przeszedł generalny remont.

## Architektura
Obiekt zbudowany jest w stylu klasycystycznym. Jest to przykład starej, nadrzecznej zabudowy administracyjno-przemysłowej Bydgoszczy, pochodzącej z końca XVIII wieku.
Budynek jest podpiwniczony, murowany, jednopiętrowy, z ozdobnymi gzymsami i subtelnej artykulacji ścian. Posiada naczółkowy dach z powiekami oraz oficynę od strony wschodniej dobudowaną w II połowie XIX wieku.
W partiach fundamentów i ścian piwnic budynku stwierdzono liczną obecność cegieł o strukturze i wymiarach charakterystycznych dla wytworów późnośredniowiecznych, co pozwala przypuszczać, iż przy wznoszeniu tego gmachu posłużono się materiałem z leżących w pobliżu ruin zamku bydgoskiego.